# Susan Seidelman
Susan Seidelman (Filadelfia, 11 de diciembre de 1952) es una cineasta estadounidense. Logró prominencia al dirigir la película de 1982 Smithereens, una de las primeras producciones independientes estadounidenses en participar en la competencia del Festival de Cannes. Su siguiente largometraje, Desperately Seeking Susan (1985), contó con la actuación de la popular cantante Madonna y fue alabada por la crítica. She-Devil (1989) fue protagonizada por Meryl Streep y Roseanne Barr. También ha trabajado en televisión, dirigiendo episodios de reconocidas series como Sex and the City.

## Filmografía

### Cine
| Año  | Título                         | Notas                      |
| ---- | ------------------------------ | -------------------------- |
| 1982 | Smithereens                    |                            |
| 1985 | Desperately Seeking Susan      |                            |
| 1987 | Making Mr. Right               |                            |
| 1989 | Cookie                         |                            |
| 1989 | She-Devil                      |                            |
| 1992 | Confessions of a Suburban Girl | Documental                 |
| 1996 | Tales of Erotica               | Segmento: The Dutch Master |
| 2001 | Gaudi Afternoon                |                            |
| 2005 | Boynton Beach Club             |                            |
| 2011 | Musical Chairs                 |                            |
| 2013 | The Hot Flashes                |                            |

### Televisión
| Año     | Título                 | Notas       |
| ------- | ---------------------- | ----------- |
| 1995    | The Barefoot Executive | Telefilme   |
| 1996    | Early Edition          | 1 episodio  |
| 1998    | Sex and the City       | 3 episodios |
| 1999    | A Cooler Climate       | Telefilme   |
| 1999    | Now and Again          | 1 episodio  |
| 2002    | Power and Beauty       | Telefilme   |
| 2004    | The Ranch              | Telefilme   |
| 2005    | Stella                 | 2 episodios |
| 2009–10 | The Electric Company   | 4 episodios |

## Premios y distinciones
Premios Óscar
| Año  | Categoría          | Película         | Resultado |
| ---- | ------------------ | ---------------- | --------- |
| 1994 | Mejor cortometraje | The Dutch Master | Nominada  |